# محوطه نخود تپه
محوطه نخود تپه مربوط به دوره تاریخی است و در شهرستان درگز، ۳۰۰ متری شمال‌شرقی روستای حاتم قلعه واقع شده و این اثر در تاریخ ۲۵ آبان ۱۳۸۴ با شمارهٔ ثبت ۱۳۸۶۴ به‌عنوان یکی از آثار ملی ایران به ثبت رسیده‌است.